# Manon Valentino
Manon Valentino (* 25. August 1990 in Valréas) ist eine französische Radrennfahrerin, die im BMX-Rennsport aktiv ist.

## Sportlicher Werdegang
Valentino, deren Familie aus Guadeloupe stammt, betrieb als Kind mehrere Sportarten, darunter BMX-Fahren ab dem Alter von 10. Als Juniorin wurde sie 2008 Weltmeisterin in der Standard-Klasse und gewann Silber im Cruiser; auch bei den Europameisterschaften war sie erfolgreich.
In den 2010er Jahren war sie die beste französische Fahrerin und eine der besten Europas, mit zwei Titeln bei den Europameisterschaften (2011, 2013) sowie sechs französischen Meistertiteln. Bei den Weltmeisterschaften der Elite stand sie mehrfach im Finale und gewann 2013 die Bronzemedaille. Beim Weltcup 2015 in Rock Hill verdrehte sie sich den Fuß und zog sich Bänderrisse zu. Im olympischen BMX-Rennen 2016 kam sie bis ins Finale, wo sie stürzte und als Achte ins Ziel kam.
Ab Ende der 2010er Jahre wurden ihre Top-Ergebnisse weniger, sie kam jedoch noch stets regelmäßig in Weltcup-Finals oder -Halbfinals. Ihr bestes Ergebnis in der Gesamtwertung hatte sie mit dem dritten Platz im Weltcup 2020. Sie erzielte drei Weltcup-Einzelsiege, darunter 2019 vor heimischem Publikum in Saint-Quentin-en-Yvelines. Auch im olympischen BMX-Rennen 2021 startete sie für Frankreich und kam nach dem Aus im Viertelfinale auf den 20. Platz.
Neben ihrer BMX-Karriere arbeitet Valentino halbtags mit Unterstützung des französischen Radsportverbands. Nach Beginn in ihrer Heimatregion trainierte sie eine Weile in Saint-Quentin-en-Yvelines, später in Bordeaux; im Winter trainiert sie in Spanien.

## Erfolge
2008
 Junioren-Weltmeisterin
 Junioren-Weltmeisterschaften (Cruiser)
 Junioren-Europameisterschaften
 Junioren-Europameisterschaften (Cruiser)
2009
 Weltmeisterschaften (Cruiser)
 Europameisterschaften
2011
 Europameisterin
 Französische Meisterin
ein Weltcup-Sieg
2013
 Europameisterin
 Französische Meisterin
 Weltmeisterschaften
2014
 Französische Meisterin
 Europameisterschaften
2016
 Französische Meisterin
2018
 Französische Meisterin
2019
 Französische Meisterin
zwei Weltcup-Siege
2021
 Europameisterschaften